# 譙周
譙 周（しょう しゅう）は、中国三国時代から西晋の学者・政治家。字は允南。益州巴西郡西充国県の人。父は譙𡸫。子は譙熙・譙賢・譙同。孫は譙秀・譙登。

## 経歴
「譙周伝」によると、建興年間（223年 - 237年）に諸葛亮に召し出され勧学従事に任命されたとある。一方「先主伝」では、建安25年（220年）の劉備に帝位に就くよう求める上奏文に勧学従事として名を連ねている。
諸葛亮の後を継いだ蔣琬は譙周を典学従事に任命した。
延熙元年（238年）、劉禅の長男であった劉璿が立太子されると太子僕となり、やがて太子家令に遷った。その後、中散大夫となったが、引き続き劉璿に近侍した。
諸葛亮の死後、姜維は何度も北伐を行い、民は疲弊していた。譙周はその無謀さを諌めるため、陳祗との討論を元に『仇国論』を書いた。
後に光禄大夫に昇進した。政治に関わることはなかったが、何か問題が起こるたびに助言を求められた。
炎興元年（263年）、魏の軍勢が成都近くまで押し寄せると、南へ逃げようとする劉禅に「益州南部は遠方蛮族（南蛮）の土地で、反乱が多く統治の難しさから従来は税が課されていなかったが、諸葛亮が益州南部の反乱を制圧したのち益州南部に租税を課せるようになり、それを愁えて恨んでいる」と言って降伏を説いた。劉禅は進言に従って魏に降伏し、譙周はその功績によって陽城亭侯に封ぜられた。
泰始5年（269年）、弟子の陳寿は休暇の前に譙周の元へ別れの挨拶に訪れた。譙周は陳寿に、「その昔、孔子は72歳で、劉向・揚雄は71歳でこの世を去った。今や私の歳は70を過ぎている。願わくば孔子の遺風を慕い、劉向・揚雄と軌を同じくしたいものだ。おそらく次の年を迎えることなく、きっと長い旅路に出るであろうから、二度と会うことはないであろう」と告げた。このため陳寿は、譙周は未来を予測する術を得ていたのであろう、と評している。
泰始6年（270年）秋、散騎常侍に任命されたが重病のため拝命せず、その年の冬に死去した。
後世では、降伏論者と見なされ評価は低い。例として、王夫之の『読通鑑論』には「姦佞売国」と書かれている。

## 人物・逸話
身長は八尺、誠実で飾り気はなく頭脳明晰だったが、不意の質問に上手く答えるような機転はなかった。幼くして父を亡くしたため家は貧しかったが、勉強熱心で六経を精細に研究し、書簡に巧みで天文にも明るかった。楊戯は譙周がまだ周囲から認められていなかった頃から「我らの子孫は譙周に及ばぬであろう」と高く評価した。
景耀5年（262年）、宮中の大木が何の前触れもなく折れてしまった。譙周は大層心配したが、相談する相手もいなかったので、柱に次のような文章を書き記した。「衆（おお）くして大なれば、その下に集まる。徳備わって天命降れば、再び動かし得ず」つまり、曹とは衆（おお）いという意味であり、衆くて大きいのだから、天下の人々はその下に集まるということであり、曹氏に「徳が備わって天命が降」ってしまえば、誰も帝位に就けなくなる、という意味である。蜀漢が滅びた後、人々は皆譙周の予言が当たったのだと考えた。
張璠の意見。譙周が述べた魏に降伏する策は、おそらくかねてより劉禅の懦弱さを考慮に入れ、自分に危害を加える気がないと判断していたから、それで実行しえたのであろう。かっとなって無茶をやる君主が相手だったら、君主は他に打つ手はなくとも、国のために死ぬことを尊しとし、恥辱を受けることを卑しとして、あるいは腹を立てて見当外れの処刑を行い、それによって当座の権威を打ち立て、つかの間の快感を抱いたであろう。とすれば、これも一族皆殺しの禍いということになる。

## 著作
前述の『仇国論』の他に、『古史考』・『蜀本紀』・『論語注』・『五経然否論』などを著したとされるが、ほとんどは散逸してしまっており、裴松之が三国志の注釈として引用したものなどが部分的に残っている。『華陽国志』を著した常璩は、自身の先駆者として譙周の名を挙げており、その影響がうかがえる。
著作ではないが、譙周が使用した表現で後世に残った言い回しとして「典午」という語句がある。当時の譙周が司馬昭の死を隠語ふうに伝えたのがその由来である。典は司と同義、午は十二支の馬にあたる。すなわち「司馬」の意味になる。いつしか司馬氏・晋朝をさす言葉となり、たとえば八王の乱は典午喪乱と言い換えられる。また、官名の司馬の別名としても用いられる。

## 物語中の譙周
小説『三国志演義』では、はじめ劉璋配下として登場し、劉備に降伏することを率先して進言したため、黄権や劉巴に殺されそうになった。また、『仇国論』は姜維に一笑に付されており、このため史実より北伐が1回多くなっている。